# Luigi Meroni
Luigi Meroni (Como, Itàlia, 24 de febrer de 1943 – Torí, Itàlia, 15 d'octubre de 1967), més conegut com a Gigi Meroni, fou un destacat futbolista italià de la dècada dels 60 que morí tràgicament en un accident de cotxe.

## Trajectòria
Gigi Meroni inicià la seva carrera futbolística professional l'any 1960 a les files del Calcio Como de la seva ciutat natal, on disputà 25 partits, tot marcant 3 gols. L'any 1962 fitxà pel Genoa Cricket and Football Club, on hi jugà fins al 1964, quan fitxà pel Torino FC.
Gràcies a Gigi Meroni i altres grans futbolístes com Giorgio Ferrini, el Torino Football Club tornà a despuntar per les posicions ambicioses de la Serie A, això no obstant, com a l'accident aeri de Superga de 1949, la desgràcia torna a tocar a l'equip torinés i el 15 d'octubre de 1967, Meroni tingué un accident mortal de cotxe, curiosament al xocar amb un altre vehicle conduït per un noi de 19 anys que anys després, l'any 2000, seria nomenat president del Torino FC, Attilio Romero.
Gigi Meroni disputà 6 partits amb la selecció de futbol d'Itàlia, arribant a ser integrant de la selecció nacional a la Copa del Món de Futbol de 1966 disputada a Anglaterra.